# Dominik Josef Hayek von Waldstätten

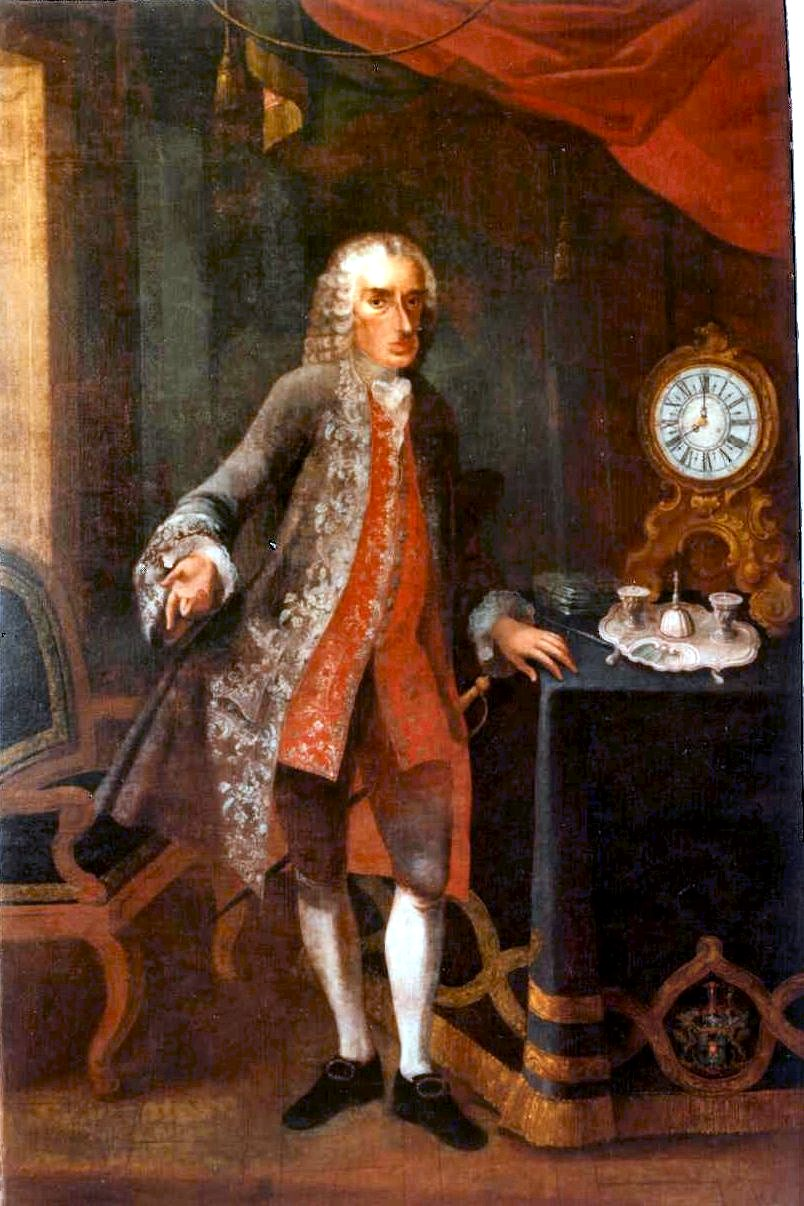
Reichshofrat Dominik Joseph Freiherr Hayek von Waldstätten 1771

Dominik Josef Simon Judas Freiherr Hayek von Waldstätten (* 25. Oktober 1698 in Wien; † 5. August 1772 in Hernals, heute 17. Wiener Bezirk) war Jurist, Hofrat, Reichshofsfiskal und schließlich kaiserlicher Reichshofrat aus der Familie von Waldstätten.

## Biographie
Sohn des Johann Siegmund, nahm nach seinem Studium der Rechte und Universalgeschichte in Wien und an ausländischen Universitäten an zwei kaiserlichen Gesandtschaften teil und wurde 1722 zum Hofrat auf der adeligen Bank beim kurpfälzischen Hofgericht in Mannheim ernannt. Er war sodann Reichshofvizefiskal 1723–1727, sodann bis 1740 Reichshoffiskal und ab 1745 bis zu seinem Tod kaiserlicher Reichshofrat. Dominik Josef erhielt mit seinem Bruder Heinrich am 22. April 1744 den neuen böhmischen Ritterstand und das Inkolat mit dem unveränderten Wappen vom 5. September 1701.
Vermöge Diploms, ausgestellt in Wien am 29. April 1754, wurde ihm der alte Reichsfreiherrenstand verliehen. Das alte Wappen wurde gebessert.
Laut den bei den königlich-bayrischen Kreisarchiven zu Bamberg und Nürnberg erliegenden Diplomsabschriften wurde er mit Diplom vom 10. November 1747 zu Heilbronn, in die reichsunmittelbare Ritterschaft der drei Kreise Franken, Schwaben und am Rheinstrom aufgenommen, sodann am 19. Juli 1756 in die jungen und am 19. August 1756 in die alten Geschlechter des Niederösterreichischen Ritterstandes aufgenommen.

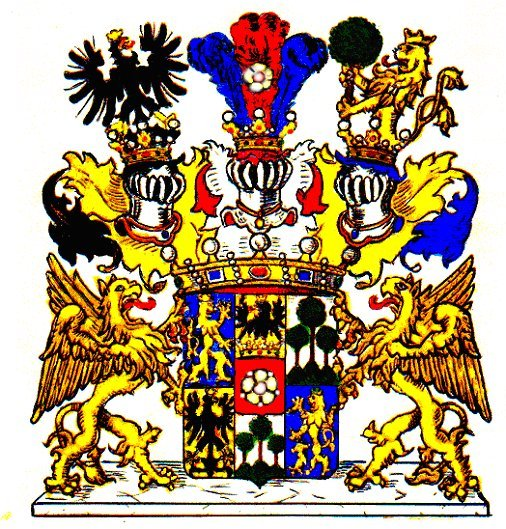
Wappen der Freiherren Hayek von Waldstätten von 1754

Anno 1736/1737 erwarb er die Güter Kirchberg an der Wild sowie Blumau mit Ellends (im Waldviertel in Niederösterreich) von den Konkursgläubigern des Grafen Ferdinand Mallenthein, denen diese Güter gerichtlich zugewiesen worden waren (darunter sein Vater und seine Frau) und wurde jeweils am 18. Jänner 1738 im Gültbuch angeschrieben. In diesem Konkursverfahren war das Gut Groß-Siegharts unter anderem den Einpachschen Erben zugewiesen worden, die ihre Mitgläubiger abfertigten und 1737 an die Gült geschrieben wurden. Dominik Josef erwarb es 1763, wobei ein Wert von 45.000 fl veranschlagt wurde. Er erwarb weiters
 1764 vom Gf. Collalto Sinzendorfschen Fideikommiss (Inhaber Karl Ludwig Graf von Sinzendorf) zwei Freihöfe zu Schönfeld bei Siegharts und zwei Untertanen zu Merkenbrechts sowie auch, mit lehensbehördlicher Bewilligung, Zehende zu Merkenbrechts, Wurmbach, Klein Haselbach und Öden Dietmanns.

## Familie
Er vermählte sich am 2. September 1725 in Schwechat bei Wien  mit Antonie (* 13. Juni 1709 in Breslau;  † 1. Mai 1797 in Wien), Tochter des Reichsritters Anton Edler von Massa, k. k. Kammerrates und Salzamtadministrators in Schlesien und der Eleonore Hiller von Hillersperg. Das Ehepaar hatte 19 Kinder, von denen 9 jung starben. Alle die o. a. Güter fielen im Erbweg an seinen Sohn Hugo, der sie 1785 an Johann Michael Edlen von Grosser verkaufte.

## Wappen
1754: Das alte Wappen wurde gebessert durch die Freiherrnkrone und einen dritten gekrönten Turnierhelm, der in die Mitte gestellt, mit rot-weißen Decken drei Straußenfedern trägt, eine rot, mit einer weißen Rose belegte, zwischen zwei blauen. Die Decken des rechten Helmes in schwarz-gold, jene des linken blau-gold. Schildhalter: zwei goldene Greife.
Er war Begründer der ersten, älteren Linie.